# The Masters (álbum)
The Masters é um coletânea dupla da banda de rock britânica Small Faces lançada em 1998.

## Faixas
Disco um
1. "Here Come the Nice"
2. "Talk To You"
3. "Itchycoo Park"
4. "I'm Only Dreaming"
5. "Tin Soldier"
6. "I Feel Much Better"
7. "Lazy Sunday"
8. "Rollin' Over"
9. "The Universal"
10. "Donkey Rides, a Penny a Glass"
11. "Afterglow of Your Love"
12. "Wham Bam Thank You Mam"
13. "All or Nothing (Live)"
14. "If I were a Carpenter"
15. "Happiness Stan"
16. "The Autumn Stone"
17. "Ogden's Nut Gone Flake"
18. "Something I Want To Tell You"

Disco dois
1. "Mad John"
2. "I Can't Make It"
3. "Feeling Lonely"
4. "Call It Something Nice"
5. "Collibosher"
6. "All Our Yesterdays"
7. "Red Balloons"
8. "Show Me The Way"
9. "Song of a Baker"
10. "Don't Burst My Bubble"
11. "Green Circles"
12. "My Way of Giving"
13. "Every Little Bit Hurts (Live)"
14. "Get Yourself Together"
15. "Piccaninny"
16. "Rene"
17. "Runaway"
18. "Things Are Going To Get Better"

## Criticas profissionais
- allmusic:  link